# آیساک هین
آیساک هین (انگلیسی: Isak Hien؛ زادهٔ ۱۳ ژانویهٔ ۱۹۹۹) بازیکن فوتبال اهل سوئد است.
همچنین از باشگاه‌هایی که در آن بازی کرده‌است می‌توان به باشگاه فوتبال هلاس ورونا و باشگاه فوتبال دیورگاردن و باشگاه فوتبال اتالانتا اشاره کرد.
وی همچنین در تیم ملی فوتبال سوئد بازی کرده‌است.